# Урсати, Александр Иванович
Александр Иванович Урсати (1848 — после 1918) — инженер путей сообщения; первый начальник изыскательской экспедиции по разведке трассы (1887—1889) и первый начальник строительства Уссурийской дороги (1891—1892). Действительный статский советник.

## Биография
Александр Урсати родился 2 (14) сентября 1848 года в дворянской семье. Окончил Казанскую классическую гимназию и Петербургский институт инженеров путей сообщения (1873) «со званием гражданского инженера с правом производства строительных работ и с правом на чин коллежского секретаря по вступлению на гражданскую службу».
Служил инженером без содержания при Министерстве путей сообщения. 8 января 1874 года по личной просьбе был «уволен в общество Ростово-Владикавказской железной дороги». В августе 1875 года вернулся в министерство и был «прикомандирован для занятий к техническо-инспекторскому отделу Комитета железных дорог». Затем работал на Донецкой Каменноугольной, Криворожской и Баскунчакской магистралях. 4 сентября 1884 года был причислен к Временному управлению казённых железных дорог.
7 июня 1887 года назначен начальником экспедиции по производству изысканий Южно-Уссурийской железной дороги; за неполные два года трассировка будущей магистрали была закончена, материалы представлены в комитет министров. 1 мая 1889 года отозван в распоряжение Временного управления железных дорог. «Высочайший рескрипт» о начале строительства Великого Сибирского пути и начальной его части — Южно-Уссурийской железной дороги (Владивосток — Никольское — Спасское — Графская) — последовал 17 марта 1891 года; начальником строительства дороги до октября 1892 года был А. И. Урсати.
Затем был помощником начальника по постройке Западно-Сибирской железной дороги, строил Закаспийскую магистраль (от Самарканда до Андижана с веткой на Ташкент), производил изыскания и был начальником строительства северной части дороги между Оренбургом и Ташкентом, занимал ответственные должности в министерстве.
В апреле 1899 года за успешное завершение строительства железной дороги А. И. Урсати был произведён в действительные статские советники.
В 1912 году уволен со службы с «наградным годовым окладом» и пенсией. Был отмечен орденами: Св. Анны 2-й степени (1895), Св. Владимира 3-й степени (1902), Св. Станислава 1-й степени 1905), имел бухарский орден Золотой звезды 1-й степени.
В честь Александра Урсати была названа железнодорожная станция Урсатьевская (в 1963 году переименована в «Хаваст»).

## Семья
Александр Урсати был женат дважды. Первая супруга — Юлиана Михайловна Свенчетти. К моменту их знакомства Юлиана Михайловна была замужем, как указывают краеведческие источники, — за высокопоставленным столичным чиновником. 
Вторично Урсати состоял в браке с Нионилой Михайловной Савенко, дочерью екатеринославского помещика. М. А. Свечин в «Записках старого генерала о былом» указывал, что по окончании Офицерской кавалерийской школы (1903 год) он ездил к матери, «которая, в это время, жила со своим мужем А. И. Урсати в Оренбурге».
Дети — три сына, впоследствии стали железнодорожниками.